# P'tit Quinquin (bonbon)
Pour les articles homonymes, voir P'tit Quinquin.
Le P'tit Quinquin est un bonbon lillois plat et ovale, rouge ou jaune, qui a une saveur sucrée. Il est frappé du sceau d’une dentelière à l’enfant, et est empapilloté de cellophane aux couleurs de Lille, le blanc et le rouge.

## Histoire
La recette du P'tit Quinquin aurait été inventée en 1921 par un confiseur lillois, M. Régnière. Son nom vient de la célèbre berceuse d'Alexandre Desrousseaux, Dors min p'tit quinquin, chant d'une dentellière qui promet du sucre à son enfant s'il s'endort. La recette a été reprise par la maison Brassard, rue des arts à Lille, qui le produit depuis 1933.

## Composition
La recette est gardée secrète, mais le bonbon contient du sucre, du glucose et des arômes. La cuisson dure deux heures. Aucun conservateur, ni colorant, n’est utilisé.